# Henrik Landerholm
Carl Henrik Jacob Landerholm, född 10 augusti 1963 i Gamla Uppsala församling i Uppsala län, är en svensk militär, ämbetsman och moderat politiker. Han var riksdagsledamot för Moderaterna 1991–2002, rektor för Försvarshögskolan 2002–2008, generaldirektör för Folke Bernadotteakademin 2008–2011, ambassadör i Riga 2013–2017, ambassadör i Abu Dhabi 2017–2021 samt generaldirektör för Myndigheten för psykologiskt försvar under 2022. Landerholm utsågs den 10 november 2022 till nationell säkerhetsrådgivare, en tjänst han lämnade i januari 2025.
Den 11 mars 2025 väcktes åtal mot Henrik Landerholm för vårdslöshet med hemlig uppgift.

## Bakgrund
Henrik Landerholm är son till Staffan Landerholm, överläkare vid Enköpings lasarett, och Olena Tingdahl,[källa behövs] samt bror till tidigare försvarsministern Karin Enström och kommunalpolitikern i Uppsala Louise Landerholm Bill, liksom svåger till tidigare riksdagspolitikern Per Bill.[källa behövs] Landerholm var tidigare gift med Ann Landerholm, född Karlberg, tidigare kommunalråd i Strängnäs kommun, med vilken han har tre barn.[källa behövs]
Landerholm är nära vän med statsminister Ulf Kristersson alltsedan årskurs fem i skolan.

## Politisk karriär

### Tidigt politiskt engagemang
Landerholm började sin politiska verksamhet i Moderata Ungdomsförbundet 1976 och blev ordförande i Eskilstuna Moderat Skolungdom 1980 och Strängnäs MUF 1981. Han var distriktsordförande för MUF-distriktet i Södermanland 1983–1986 och vice förbundsordförande i Moderata Ungdomsförbundet 1988–1992.[källa behövs]

### Riksdagsledamot (1991–2002)
Landerholm var riksdagsledamot 1991–2002 och innehade ordförandeposten i försvarsutskottet 1998–2002. Under den senare perioden var han också ledamot av utrikesnämnden och krigsdelegationen samt ledamot i den moderata riksdagsgruppens förtroenderåd. Han var ledamot i Strängnäs kommunfullmäktige 1985–1992 och vice ordförande i skolstyrelsen 1985–1988. Landerholm var förbundsordförande för Moderaterna i Sörmland 1992–2000. Åren 1999–2002 var Landerholm ledamot av Moderaternas partistyrelse och dess arbetsutskott.[källa behövs]

## Civil och militär karriär
Landerholm genomgick Pansartruppernas officershögskola 1984–1986 och utnämndes efter officersexamen till fänrik 1986. Han tjänstgjorde som yrkesofficer i stridsvagnstjänst vid Södermanlands regemente fram till 1991 då han blev reservofficer. Han är i dag överstelöjtnant i reserven. Mellan 1990 och 1992 arbetade Henrik Landerholm som informationschef vid Timbro. Han var anställd som politiskt sakkunnig hos försvarsminister Anders Björck mellan 1992 och 1994.[källa behövs]
Landerholm var rektor och chef för Försvarshögskolan 2002–2008 och var mellan 2008 och 2011 generaldirektör för Folke Bernadotteakademin. I november 2011 utsågs han av regeringen till generaldirektör i Utrikesdepartementet och ambassadör med placering som Senior Civilian Representative vid det svenskledda Provincial Reconstruction Team Mazar-e Sharif i Afghanistan.
Andra statliga uppdrag som Landerholm innehaft är som ledamot i Försvarets Materielverks (FMV) styrelse 1992–1995 och i Försvarets Personalnämnd 1993–1995. Vidare ledamot i försvarsberedningen 1992–1998 och i Försvarshögskolans styrelse sedan 2002 samt ledamot i styrelsen för Statens Försvarshistoriska Museer (SFHM) 2006.[källa behövs]
Landerholm invaldes som ledamot av Kungliga Krigsvetenskapsakademien 1999 och samma år som korresponderande ledamot av Kungliga Örlogsmannasällskapet.Till hans övriga uppdrag hör ordförandeskapet i Svenska Försvarsutbildningsförbundet sedan 2006 och uppdragen som vice ordförande i Stiftelsen Europaskolan i Strängnäs från bildandet 1993 till 2022, och Stiftelsen Södermanlands Militärhistoriska Samlingar (Arsenalen) sedan 2006.[källa behövs]

## Ambassadör
Landerholm utsågs till Sveriges ambassadör i Riga i Lettland den 1 september 2013, då han efterträdde Mats Staffansson. Han entledigades som sådan 2017, varpå han tillträdde som Sveriges ambassadör i Abu Dhabi.

## Nationell säkerhetsrådgivare
Efter att en kort period 2022 ha varit generaldirektör för Myndigheten för psykologiskt försvar utsågs Landerholm den 10 november 2022 till den nyinrättade tjänsten som nationell säkerhetsrådgivare. Som säkerhetsrådgivare biträdde Landerholm säkerhetsrådet och statsminister Ulf Kristersson i utrikes- och säkerhetspolitiska frågor och frågor om nationell säkerhet.

### Landerholmaffären
I december 2024 framkom det att Landerholm hade glömt kvar fyra sekretessbelagda handlingar på en kursgård. I januari 2025 framkom det även att han hade rest till Berlin på Regeringskansliets bekostnad, handplockat en person till sitt kansli utan säkerhetsprövning samt glömt kvar sin mobiltelefon på Ungerns ambassad. I januari fick Landerholm även kritik för att ha skickat sitt anteckningsblock obevakat i en taxi efter ha glömt kvar det i Radiohuset i januari 2023. I slutet av månaden meddelade Landerholm sin avgång som nationell säkerhetsrådgivare. Under Dagens Nyheters granskning orsakade Landerholm ytterligare en säkerhetsincident genom att förlora sitt tjänstekort och passerkort.
Den 11 mars 2025 väcktes åtal mot Henrik Landerholm för vårdslöshet med hemlig uppgift.